# Volya
Volya (en búlgaro: Воля), es un partido político populista de derecha en Bulgaria. El partido fue fundado por el empresario Veselin Mareshki, y se estableció en torno a los principios de anticorrupción y antielitistas.

## Historia
El partido fue fundado por Veselin Mareshki el 15 de julio de 2007 bajo el nombre de Alianza Liberal. Durante un breve período, el partido pasó a llamarse Dnes, y finalmente el nombre actual, Volya, se adoptó el 28 de noviembre de 2016.
En las elecciones legislativas de 2013 obtuvo un 0,25% de los votos, sin ganar representación parlamentaria.
Después de las elecciones parlamentarias búlgaras de 2017, Volya ganó 12 escaños en la Asamblea Nacional de Bulgaria con un 4,15% de los votos. Después de las negociaciones para la formación del gobierno, Volya acordó apoyar un gobierno de coalición entre GERB y Patriotas Unidos.
En 2018, Volya se unió al Movimiento Europa de las Naciones y de las Libertades, ahora denominado Partido Identidad y Democracia.
Volya participó en las elecciones al Parlamento Europeo de 2019 en Bulgaria como miembro de la coalición Volya-Los Patriotas Búlgaros. La coalición también incluyó a la Unión Popular Agraria Búlgara "Alejandro Stamboliski", al Partido Popular para la Libertad y la Dignidad y a los Socialdemócratas Unidos. No obstante, el bloque obtuvo un 3,62% de los votos y no obtuvo representación.

## Resultados electorales

### Asamblea Nacional de Bulgaria
| Año        | Votos           | %               | Resultado       | +/-             | Gobierno           |
| 2013       | 8.873 (#19)     | 0,25            | 0/240           |                 | Extraparlamentario |
| 2014       | No se presentó. | No se presentó. | No se presentó. | No se presentó. | No se presentó.    |
| 2017       | 145.637 (#5)    | 4,15            | 12/240          | 12              | Oposición          |
| Abr.-2021a | 75.926 (#10)    | 2,34            | 0/240           | 12              | Extraparlamentario |
| Abr.-2021b | 85.795 (#7)     | 3,10            | 0/240           |                 | Extraparlamentario |
| Nov.-2021b | 7.067 (#16)     | 0,27            | 0/240           |                 | Extraparlamentario |

a En coalición con el Frente Nacional para la Salvación de Bulgaria.
b Dentro de Patriotas Búlgaros.

## Ideología
El partido Volya aboga por políticas populistas y de reforma, promoviendo el patriotismo, estrictos controles de inmigración, relaciones más amigables con Rusia y la necesidad de "barrer la basura" de un establishment político corrupto. Volya aboga por la retirada búlgara de la OTAN, organización que considera está drenando económicamente al pueblo búlgaro sin proporcionar beneficios a la seguridad nacional. A pesar de los llamados de Veselin Mareshki para una "Europa fuerte y unida", el partido ha sido descrito como euroescéptico.
Volya apoya la promoción de negocios en Bulgaria con Mareshki afirmando; "Las pequeñas y medianas empresas también están en nuestro enfoque. Queremos menos burocracia, más oportunidades de desarrollo, más inversión y creación de empleo. Debe haber un fuerte apoyo del estado, no limitaciones". El partido reconoce la disminución de la tasa de natalidad de Bulgaria, en oposición al aumento de la inmigración a Bulgaria, favorece los programas estatales que promoverán que las familias jóvenes tengan más hijos.